# El secreto de Gray Mountain
El secreto de Gray Mountain (en inglés - Gray Mountain) es una novela del escritor estadounidense John Grisham, publicada en tapa dura el 23 de octubre de 2014. 

## Sinopsis
La historia se desarrolla en Appalachia, Virginia, luego de la gran recesión, y narra los sucesos posteriores a la bancarrota de los hermanos Lehman y cómo la asociada Samantha Kofer se convierte en la principal defensora de un paisaje aquejado por la explotación minera.